# Akiba-chan
Акиба-тян (яп. アキバちゃん) — кукольный аниме-сериал, созданный компанией Tsuburaya Entertainment. Состоит из 10 коротких историй. Транслировался по японскому каналу Kids Station в полночь. Сериал создавался нетрадиционным методом — куклы снимались вживую на голубом фоне, в то время как окружение создавалось на компьютере.
Акиба-тян — имя главного персонажа. Это прямая отсылка к Акиба-кэй (синоним слова отаку).
Главная героиня живёт в доме под названием Maison de Akiba вместе с четырьмя подружками. Сериал рассказывает об их повседневных делах.
Над дизайном персонажей работал Акио Ватанабэ.

## Озвучивали
- Акиба-тян — Ай Симидзу
- Рики-тян — Саёри Исидзука
- Отомэ-тян — Маюко Омимура
- Милк-тян — Саки Фудзита
- Лилиан-тян — Рёка Юдзуки